# Pedofagia

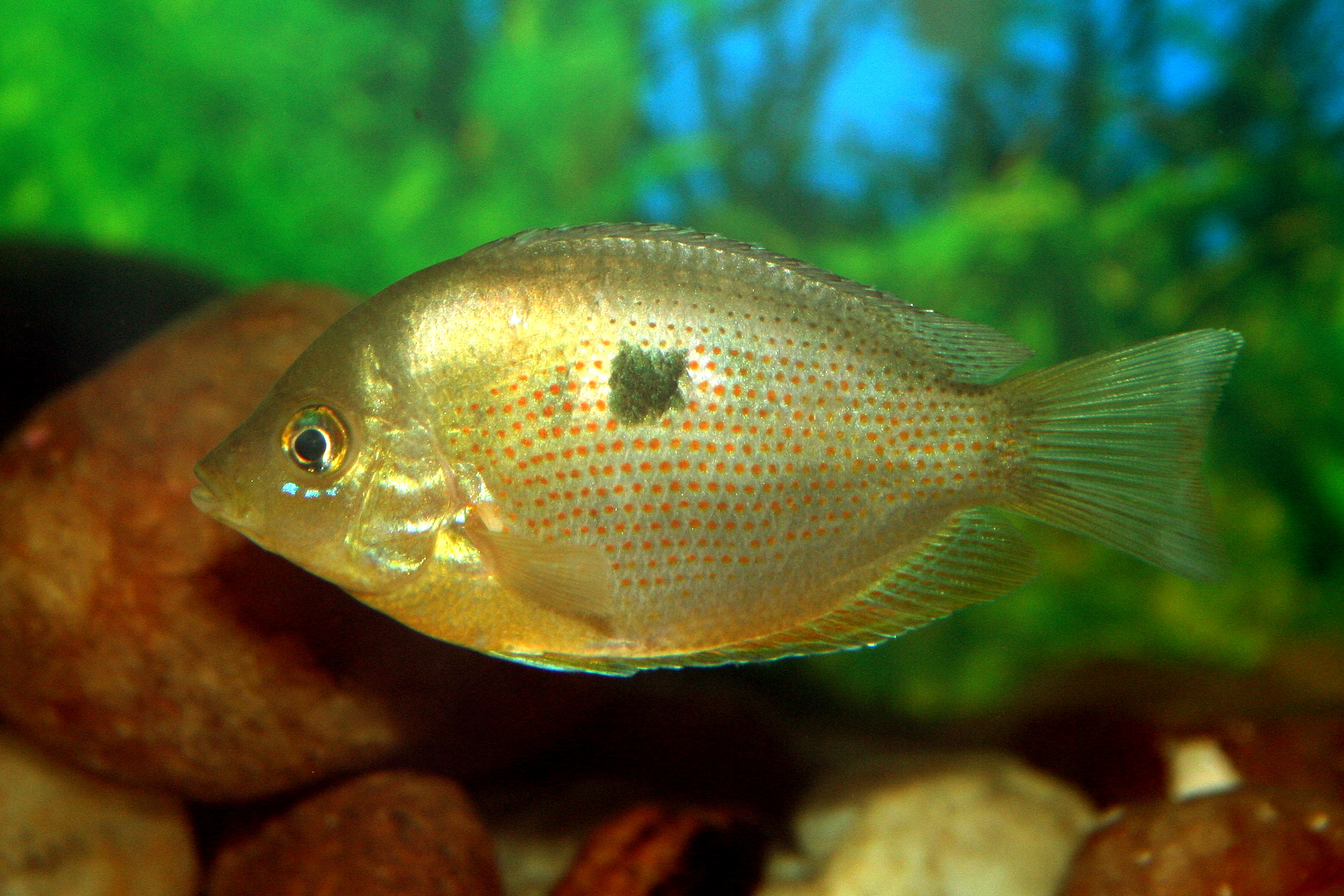
Etroplus maculatus, ciclide pedofago indiano

Pedofagia (letteralmente "nutrirsi di piccoli") è il comportamento alimentare di alcuni pesci e di altri animali la cui dieta è completamente o parzialmente costituita da uova o larve di altri animali.

## Ciclidi pedofagi
Alcune specie di ciclidi  si sono specializzate nel predare uova o avannotti direttamente dalla bocca dei genitori dei ciclidi incubatori orali, evolvendo le mandibole in modo tale da bloccare la bocca del genitore e aspirarne la prole, senza arrecare danni fisici alla preda, permettendone nuovamente la riproduzione in tempi brevi.
Sono pedofaghe varie specie di ciclidi del lago Malawi, comprese nei generi Caprichromis, Cyrtocara, Hemitaeniochromis e Naevochromis. 
Nei ciclidi del lago Tanganica è stato riscontrato questo comportamento alimentare in alcune specie del genere Haplotaxodon e probabilmente anche in Greenwoodochromis bellcrossi. 
Nel lago Vittoria è presente la specie pedofaga Haplochromis maxillaris.
Anche Etroplus maculatus, ciclide indiano, ha dieta pedofaga.